# Kotri
Kotri (en ourdou : کوٹری) est une ville pakistanaise située dans la province du Sind et le district de Jamshoro. Bien que la ville soit d'une taille relativement moyenne, c'est une importante gare de jonction dans le pays. Elle est située à moins de 10 kilomètres de Hyderabad. Les deux villes sont séparées par l'Indus.
La population s'élevait à 62 085 habitants en 1998. Le recensement de 2017 indique une population de 259 358, soit une croissance annuelle moyenne de 7,8 % depuis 1998. Cette performance est non seulement bien supérieure à la moyenne nationale de 2,4 %, mais constitue même la plus forte croissance parmi les villes pakistanaises de plus de 100 000 habitants. En 2023, la population de la ville chute cependant à 106 615 habitants.
|            | 1972 (rec.) | 1981 (rec.) | 1998 (rec.) | 2017 (rec.) | 2023 (rec.) |
| ---------- | ----------- | ----------- | ----------- | ----------- | ----------- |
| Population | 29 746      | 39 390      | 62 085      | 259 358     | 106 615     |

La ville est située sur la ligne de train Karachi-Lahore-Islamabad. C'est une des gares les plus importantes du pays : la ligne venant de Karachi au sud, se divise en trois autres lignes. La plus importante si dirige vers Hyderabad, les deux autres vers Larkana et Jacobabad